# Помни (альбом)
«Помни» — третий студийный альбом российской пауэр-метал группы «Арктида», который вышел на лейбле Metalism Records 17 января 2015 года.

## Об альбоме
В альбом вошли 13 композиций, в том числе кавер-версия композиции «Kickstart my heart» группы Mötley Crüe. В октябре 2015 песня «Беги» стала победителем «Битвы за эфир» проекта НАШЕ 2.0 и попала в ротацию Нашего радио. Группа выступила с презентацией альбома в московском клубе Monaclub.

## Список композиций
| №  | Название                                                    | Слова                     | Музыка                           | Длительность |
| -- | ----------------------------------------------------------- | ------------------------- | -------------------------------- | ------------ |
| 1  | «Помни»                                                     | Т.Белянчикова             | Д.Машков                         | 03:01        |
| 2  | «Город солнца»                                              | В.Лебедев и Т.Белянчикова | Д.Машков                         | 03:36        |
| 3  | «Позвизд»                                                   | В.Лебедев                 | Д.Машков                         | 04:18        |
| 4  | «Память»                                                    | В.Лебедев                 | В.Лебедев и Д.Бурлаков           | 05:05        |
| 5  | «Открой глаза»                                              | Т.Белянчикова             | Д.Машков                         | 03:17        |
| 6  | «Мама»                                                      | М.Татаринцев              | Д.Машков                         | 04:24        |
| 7  | «Гудьба»                                                    | В.Лебедев                 | Д.Машков и Д.Бурлаков            | 01:58        |
| 8  | «Зажги мой пульс» («Kickstart my heart»(Mötley Crüe cover)) | Nikki Sixx                | Nikki Sixx                       | 04:35        |
| 9  | «Холод бесед»                                               | М.Татаринцев              | Д.Машков                         | 03:40        |
| 10 | «Беги»                                                      | В.Лебедев                 | Д.Машков, Д.Бурлаков и В.Лебедев | 04:10        |
| 11 | «Кусто»                                                     | Т.Белянчикова             | Д.Машков                         | 02:59        |
| 12 | «Прости»                                                    | Т.Белянчикова             | Д.Машков                         | 03:33        |
| 13 | «Без комментариев»                                          | Т.Белянчикова             | Д.Машков                         | 02:38        |

## Участники записи
- Дмитрий Машков — клавишные
- Василий Смолин — бас-гитара
- Сергей Лобанов — вокал
- Владимир Алёшкин — ударные
- Антон Волобринский — гитара